# 伯罗奔尼撒大区
伯罗奔尼撒大區（希臘語：Περιφέρεια Πελοποννήσου）是希腊13個大區之一，位于伯罗奔尼撒半島東南部，行政中心为特里波利斯。大區面积为15,490平方公里，2021年人口数量为538,366人。该大区通过东北部的科林斯地峡同希腊大陆连接。2004年建成的里翁-安迪里翁大桥将半岛的北部与希腊大陆相连，极大地改善了半岛与大陆的交通。岛上多山地和曲折的海岸线，最高峰为2410米的塔伊耶托斯山。

## 行政
伯罗奔尼撒大区设立于1987年的行政改革中。在2010年卡利克拉提斯改革方案中，大区的权力和职责完全重新定义并扩大。与西希腊大区及伊奧尼亞群島大區一道，伯罗奔尼撒大区受到驻地在帕特雷的伯罗奔尼撒-西希腊-伊奥尼亚群岛权力下放管理局的监督。
该大区划分为5个专区（对应改革前的州份）。这些专区再下分为26个市镇。大区内最大的城市为卡拉马塔。五个专区为：
- 阿卡迪亚专区
- 阿尔戈利斯专区
- 科林西亚专区
- 拉科尼亚专区
- 麦西尼亚专区